# Minimedusa obcoronata
Minimedusa obcoronata är en svampart som först beskrevs av B. Sutton, Kuthub. & Muid, och fick sitt nu gällande namn av Diederich, Lawrey & Heylen 2007. Minimedusa obcoronata ingår i släktet Minimedusa, ordningen Cantharellales, klassen Agaricomycetes, divisionen basidiesvampar och riket svampar.   Inga underarter finns listade i Catalogue of Life.